# Eupyrrhoglossum corvus
Espèce
Eupyrrhoglossum corvus est une espèce d’insectes lépidoptères de la famille des Sphingidae, de la sous-famille des Macroglossinae, de la tribu des Dilophonotini et du genre Eupyrrhoglossum.

## Description

### L'Imago
Semblable en apparence à Perigonia lusca lusca mais distincte par le thorax gris foncé avec des bords brun foncé et une large bande médiane. Très proche également d'Eupyrrhoglossum sagra, elle s'en distingue par l'absence des points submarginaux semi-transparents sur l'aile antérieure et la bande jaune plus large, et des traits plus diffus sur les bords du dessus de l'aile postérieure.
La tête et le thorax ne possèdent pas de crête médiane. Les antennes sont minces, sans dilatation distale, et le crochet très progressivement rétréci. Le thorax est gris foncé, contrastant avec les bords brun foncé et la ligne médiane, plus large que celle d'Eupyrrhoglossum Sagra.

### La chenille
La chenille est verte et cylindrique ; elle présente le croissant caudal sur la huitième urotergite.

## Biologie
Les imagos éclosent des chrysalides formées dans des cocons lâches filés parmi la litière de surface. L'éclosion peut se produire dans les quinze jours.
Au cours de l'accouplement, les femelles attirent les mâles par une phéromone libérée par une glande située dans l'abdomen. 

### Période de vol
L'espèce est pluriannuelle et les spécimens adultes peuvent être capturés pendant tous les mois de l'année.

### Alimentation
Les adultes se nourrissent du nectar des fleurs.
Les chenilles se nourrissent sur Guettarda macrosperma, Chomelia spinosa et d'autres espèces de la famille des Rubiacées.

## Distribution et habitat

### Distribution
On trouve cette espèce dans les basses terres tropicales et subtropicales du Nicaragua (localité type), du Guatemala, du Pérou (Huancabamba, Chanchamayo), de la Bolivie (La Paz) et du Venezuela.

### Habitat
Il est représenté par des forêts tropicales et subtropicales, du niveau de la mer jusqu'à des altitudes modestes[Combien ?].

## Systématique
- L’espèce Eupyrrhoglossum corvus a été décrite par l'entomologiste français Jean-Baptiste Alphonse Dechauffour de Boisduval en 1870 sous le nom initial de Macroglossa corvus[1].

### Taxinomie
Aucune sous-espèce n'a été décrite.